# Udo Becher
Gustav Lothar Udo Becher (* 13. August 1905 in Leipzig; † 10. Februar 1981 ebenda) war ein deutscher Ingenieur und Hochschullehrer.

## Leben
Nach dem Schulbesuch studierte Becher an der Technischen Hochschule Dresden und promovierte 1932 zum Dr.-Ing. Danach war er bis 1936 am Gaswerk in Leipzig tätig, wo er die Leitung der Versuchsabteilung übernahm. 1940 wurde er Dezernent in der Deutschen-Continental-Gas-Gesellschaft in Dessau und gleichzeitig Dozent für Gastechnik an der Akademie für Technik in Köthen. 1947 wechselte er nach Halle (Saale), wo er zunächst als Abteilungsleiter bei den Preva-Energiewerken und ab 1948 als Hauptabteilungsleiter und Prokurist beim Energiebezirk West (VVB Z) arbeitete. Gleichzeitig war er Leiter des Instituts für Wärmewirtschaft und Gasmesswesen Dessau.
1953 erfolgte seine Berufung als Professor für Gasverteilung und Gasanwendung und Direktor des gleichnamigen Instituts an der Bergakademie Freiberg, wo er 1969 zum Professor für Gas- und Öltechnik ernannt wurde. Im Alter von 65 Jahren wurde Becher 1970 emeritiert.

## Schriften (Auswahl)
- Vergleichende Untersuchungen über die hygienischen Eigenschaften der Kunstseide. Dresden 1932.
- Verwendung von Abfallgasen zur Dampferzeugung. Halle (Saale) 1953.
- Energiewirtschaftliches Denken bei der Planung, der Projektierung und bei dem Betrieb gasbeheizter Industrieöfen. Halle (Saale) 1953.
- Handbuch der Gasanwendung. Berlin 1953.
- Gasspeicher. Gasspeicheranlagen. (Lehrbriefe 1 bis 4) Bergakademie Freiberg, Freiberg 1960.
- Gasanwendungstechnik. Kompendium. Bergakademie, Freiberg 1961.
- (Mitautor): Kolloquium Gasanwendung am 7. Dezember 1961 in Freiberg. Verlag für Grundstoffindustrie, Leipzig 1964.
- Bau und Betrieb gasbeheizter Industrieöfen und Wärmeanlagen. (Lehrbriefe 1 bis 3), Bergakademie, Freiberg 1964.
- Gasbeheizte Industrieöfen und Wärmeanlagen. Leipzig 1968.